# Сандеран, Жан Батист
Жан-Батист Сендеран (фр.  Jean-Baptiste Senderens; 27 января 1856 года, Барбашен, Верхние Пиренеи, Франция- 26 сентября 1937 года, Барбашен, Верхние Пиренеи, Франция) — французский священник и химик. Один из пионеров каталитической химии и первооткрывателей каталитического гидрирования, процесса, который в коммерческих целях используется для производства маргарина.

## Биография
Родился 27 января 1856 года в Барбашан в Верхних Пиренях.
Учился у Эдуарда Филхола (1814—1883), профессора химии на факультете наук в Тулузе. Стал химиком, каноником и доктором философских наук.
В 1881 году он начал преподавать химию в Высшей школе наук Католического института Тулузы. В том же году опубликовал свои первые заметки для отчетов Французской академии наук.
После десяти лет сотрудничества с Филхолом он начал сотрудничество с Полем Сабатье, преемником Филхола. Они совместно опубликовали 34 заметки в Счетах Академии наук, 11 мемуаров в Бюллетене Французского химического общества и 2 совместных мемуара в Annals of Chemistry and Physics.

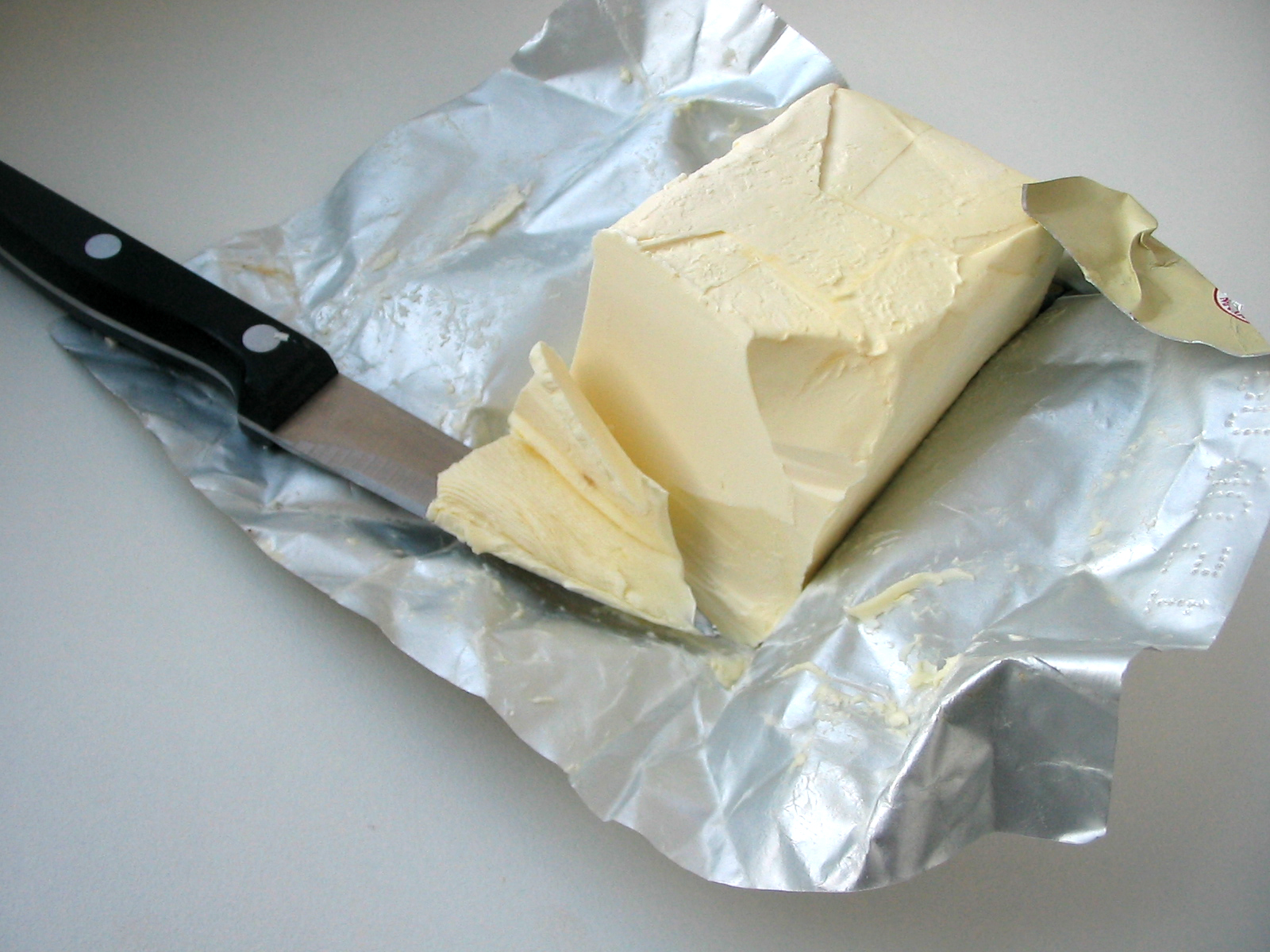
Маргарин

В ноябре 1899 г. Зефирин Каррьер был студентом Католического университета Тулузы, где Сендеран преподавал химию.
В Метанирование реакции Кокса впервые обнаружено Поля Сабатье и Сандераном в 1902.
В 1905 году Сабатье и Сендеран получили премию Jecker Академии Науки за открытие процесса Сабатье-Сандерана. Это метод органического синтеза с использованием гидрирования и нагреваемого никелевого катализатора. Сегодня этот процесс используется для превращения ненасыщенных растительных масел в маргарин.
После этого Сендеран и Сабатье опубликовали несколько совместных работ. Работа Сендерана и Сабатье привела к введению примерно в 1907 году процесса гидрогенизации для закалки китового жира.
Братья Пуленк заинтересовались исследованиями каталитического гидрирования, проводимыми Сабатье и Сендераном в Тулузе.
В 1908 году компания «Братья Пуленк» присвоила Сендерану звание инженера и попросила его создать лаборатории и производство по органической химии. Производство осуществлялось в Католическом университете тремя или четырьмя химиками, работавшими под руководством Сендерана.
В 1912 году Католический университет не смог предоставить Сендерану место для расширения его лаборатории, и компания Пуленк перевезла свое оборудование и персонал в Париж. Он был установлен в здании «Братьев Пуленк» (Poulenc Frères) в Витри-сюр-Сен .
Сендеран сохранил пост директора Высшей школы наук Католического университета в Тулузе до 1927 года . Это позволило Французской академии наук в Париже избрать его в качестве члена-корреспондента, что было бы невозможно, если бы местом жительства учёного считался Париж. Он был избран членом-корреспондентом секции химии 4 декабря 1922 года.
В 1923 году Сендеран был удостоен звания рыцаря Почетного легиона за его вклад в производство Пуленком военных материалов.
Сандеран умер 27 сентября 1937 года в своем родном селе Барбашан в Верхних Пиреях.
Гора Сендеран длиной 1315 метров (4314 футов) на южной оконечности острова Южная Георгия была названа в честь Сендеренса Комитетом по географическим названиям Антарктики Великобритании.